# Johann Michael Müller (Architekt)

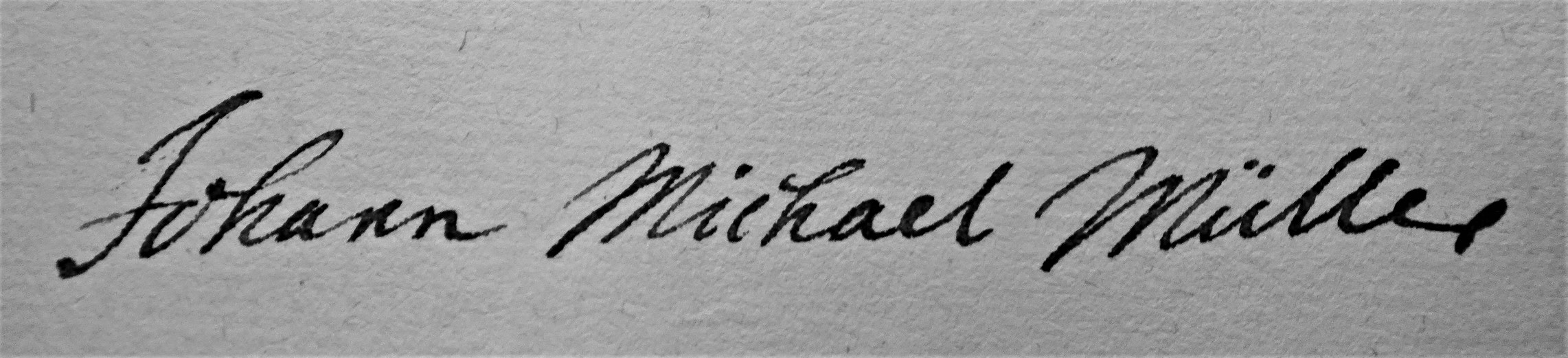
Johann Michael Müller, Signatur (1761)

Johann Michael Müller (auch latinisiert Ioannes Michael Mullerus, Joannes Michael Mullerus sowie Johannes Michael Mullerus genannt; * 1. Juli 1723 in Allendorf (Lumda); † 30. Juli 1777 in Göttingen) war ein deutscher Architekt und kurhannoverscher Baumeister,  Hochschullehrer, Oberbaukommissar, Bautechniker und Mathematiker in Göttingen.

## Leben und Wirken
1740–1744 studierte Johann Michael Müller Mathematik an der Universität Gießen. Anschließend folgten Studienreisen 1745 durch Deutschland und 1746/47 nach Italien. Eine erste Berufsanstellung als Baumeister bekam er 1748 zur „Gebäudedirektion in den Gegenden von Hamburg“. Im Dezember 1750 erhielt er die Ernennung zum königlichen Baukommissar mit Aufsicht über die Klosterämter im Fürstentum Göttingen und zugleich zum Universitätsbaumeister der noch jungen Universität Göttingen, worin er den zuvor gemeinsam wirkenden Universitätsbaumeistern Joseph Schädeler und Johann Friedrich Penther folgte.
1751 erhielt Müller die Erlaubnis, an der Göttinger Universität Vorlesungen abzuhalten. Ab 1753 lehrte er als Magister sowohl zur bürgerlichen als auch zur militärischen Baukunst, der Feldmesskunst sowie der reinen und angewandten Mathematik. Bis zu seinem Tod im Alter von 54 Jahren las Müller zudem zur Architekturtheorie, zu Landbaukunst, Stadtbaukunst, zum Maschinenbau und auch zum Bauzeichnen.  Später bekannt gewordene Architekturstudenten Müllers waren Heinrich Christoph Jussow und Müllers Nachfolger im Amt des Universitätsbaumeisters Georg Heinrich Borheck.

## Bauten (Auswahl)
Das architektonische Schaffen Müllers ist bisher nicht eingehend erforscht worden. Bedingt durch den Siebenjährigen Krieg (1756–1763) wurden offenbar nur kleinere Baumaßnahmen durchgeführt.
Sein bekanntester Bau ist zugleich das Hauptwerk – die 1752–1753 in Göttingen an der Unteren Karspüle errichtete Reformierte Kirche. Die turmlose Querkirche wurde errichtet mit Rücksicht auf die Konfession des aus der Schweiz an die Universität Göttingen berufenen Mediziners Albrecht von Haller sowie in Erwartung von Studenten reformierten Bekenntnisses. Neben der Kirche entstand ebenfalls nach Müllers Plänen das reformierte Predigerhaus (1973 abgebrochen).
Weitere Werke Müllers sind die 1755 ebenfalls als Querkirche entstandene St. Pankratius-Kirche in Esebeck bei Göttingen sowie alternative Entwürfe von etwa 1762 für Ausstattung (Seitenkanzel und monumentaler Kanzelaltar in französischen Barockformen) zur Universitätskirche (Paulinerkirche) in Göttingen.
Zu Müllers Aufgaben gehörten auch städtebauliche Projekte wir die geplante Schleifung der Befestigungsanlagen der Stadt Göttingen. Dazu erhielten Baukommissar Müller und der Göttinger Oberkommissar Johann Friedrich Unger den Auftrag, gemeinsam mit dem von der kurfürstlichen Kriegskanzlei aus Hannover zu den Entfestigungsarbeiten bestellten Leutnant Schrick zu überlegen, ob der Göttinger Stadtwall in seiner bisherigen Höhe erhalten oder wenigstens in Teilen abgetragen werden solle.

Galerie
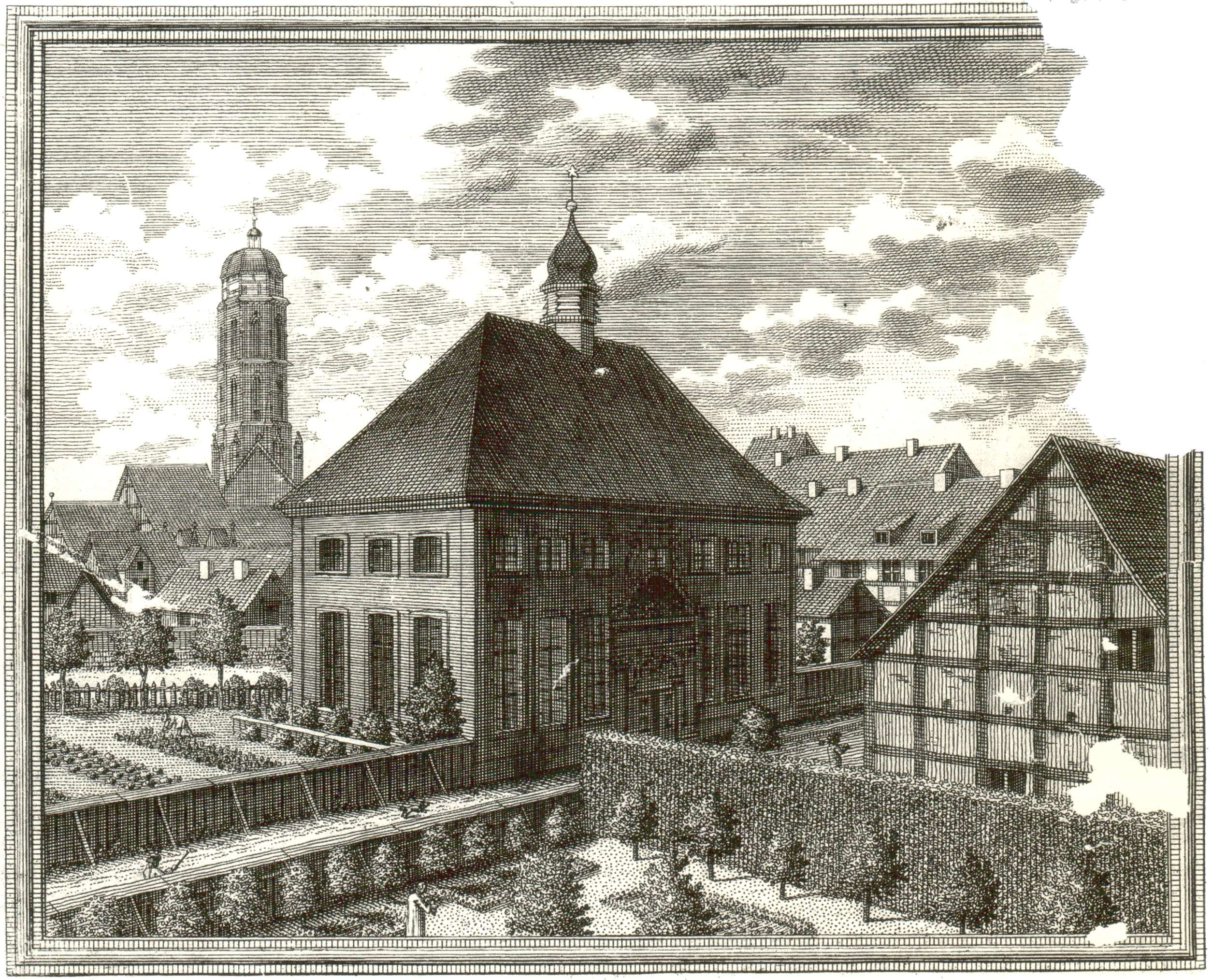
Reformierte Kirche Göttingen (Stich von etwa 1753)
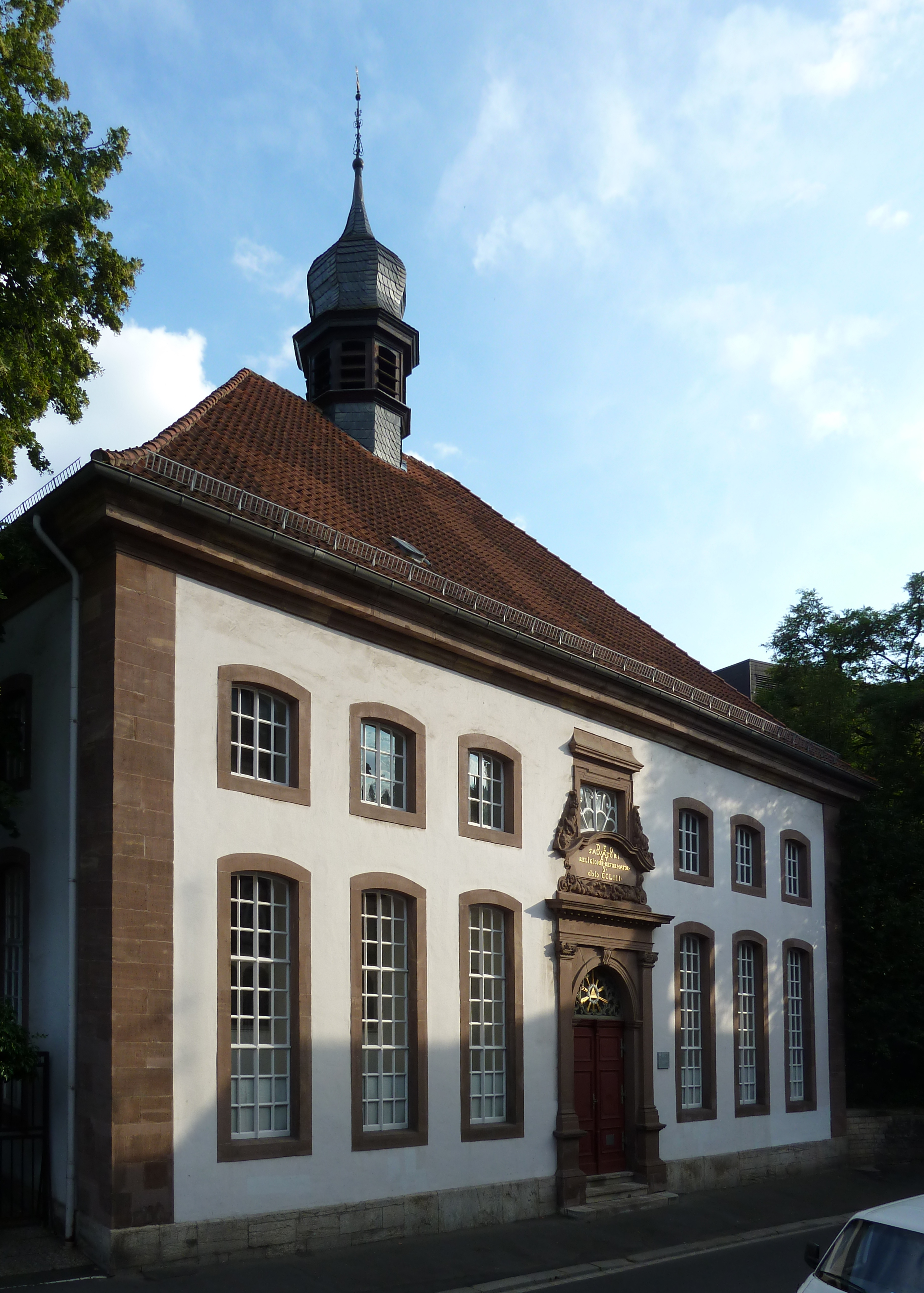
Reformierte Kirche Göttingen, Straßenfassade (2010)
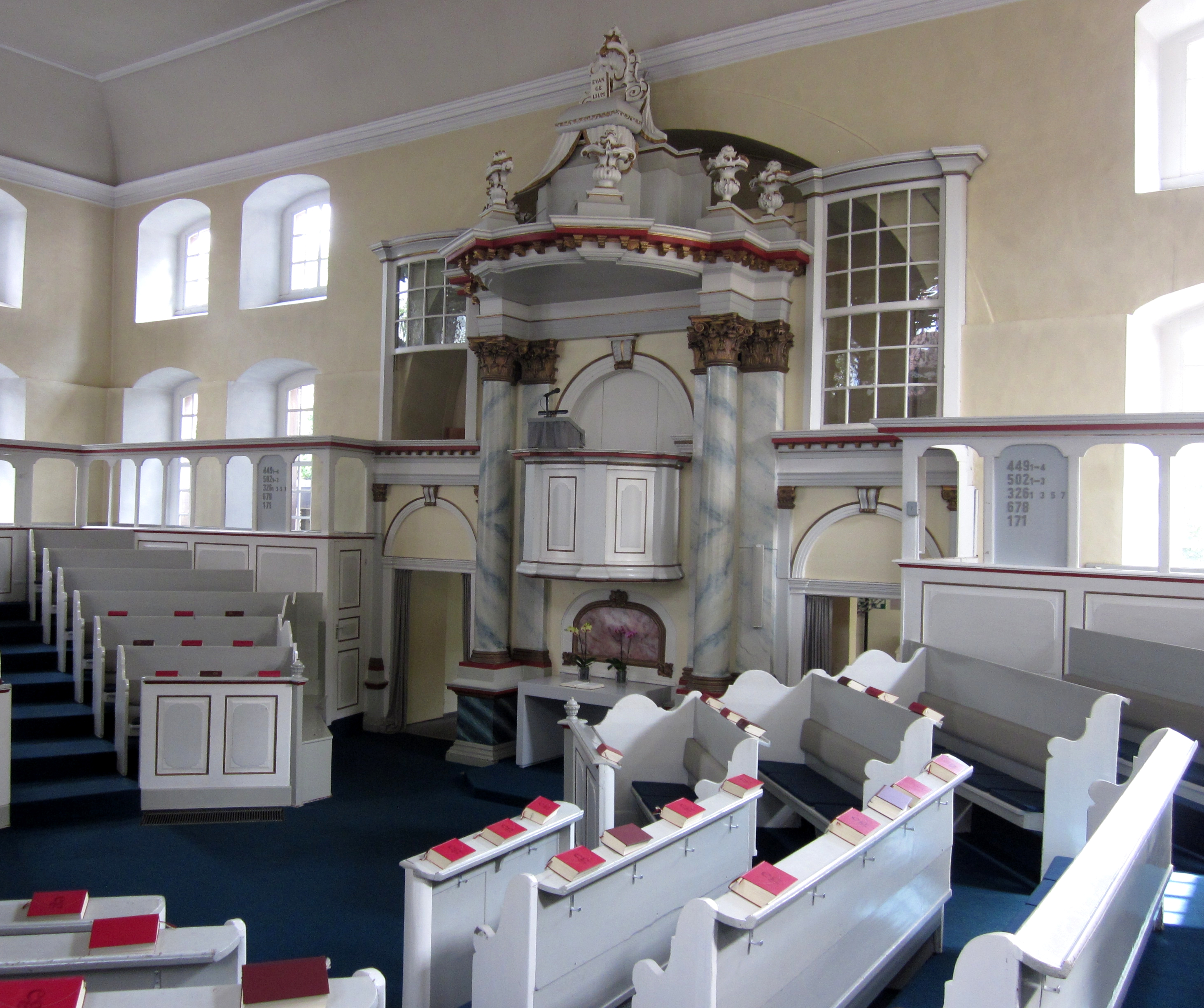
Inneres der Reformierten Kirche Göttingen (2014)
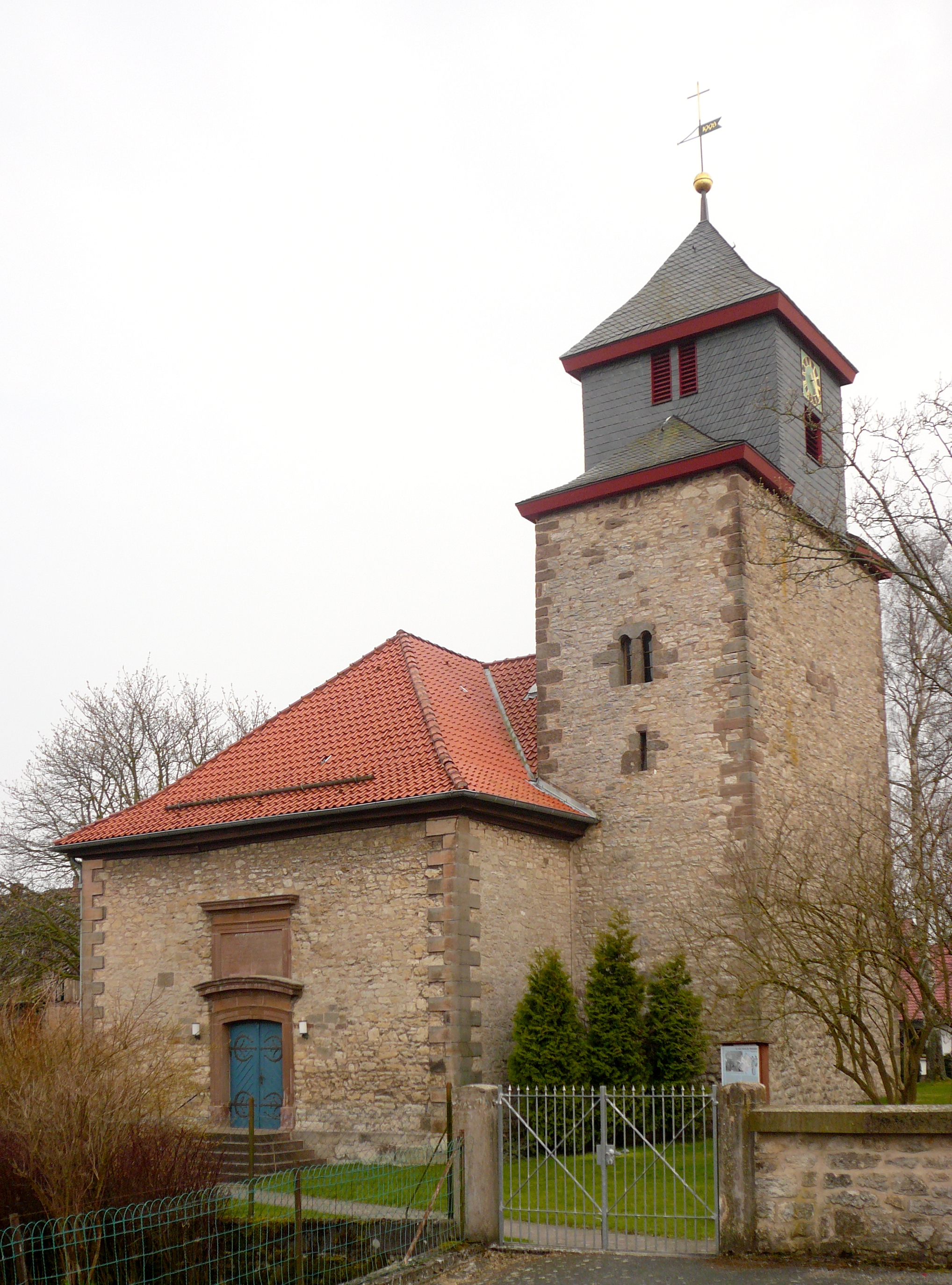
St. Pankratius-Kirche in Esebeck (2009)

## Familie
Johann Michael Müller war der Sohn des Rektors der Stadtschule in Allendorf, Johann Heinrich Müller, und dessen Frau Anna Katharina, geb. Bergen. Er heiratete zweimal, zunächst 1751 in Göttingen Barbara Margarethe Catharine Köhler (1732–1759), dann 1773 ebenfalls in Göttingen die Witwe Isabella Sophia Thormey geb. Becmann (um 1724 bis nach 1777). Aus der ersten Ehe hatte er vier Kinder, u. a. den Schiffskapität und Marineschrifteller Christian Gottlieb Daniel Müller.

## Archivalien
- Klosterbaumeister - Bestallung und Kompetenz (...) Bestallung und Kompetenz des Baukommissars Johann Michael Müller bei den göttingischen Klöstern (1750–1764). Akte im Niedersächsischen Landesarchiv Hannover (Signatur: NLA HA Hann. 94 Nr. 512)[13]